# Torre Paleologa
La Torre Paleologa di San Salvatore Monferrato è stata eretta nel 1413 dal marchese Teodoro Paleologo del Monferrato. Faceva parte del sistema difensivo e di avvistamento del Marchesato del Monferrato.
La torre, restaurata negli anni trenta del Novecento, è alta 24 metri. Dalla collina della torre, alta 257 metri, si gode uno splendido panorama su tutto l'arco alpino e sulla maggior parte del Monferrato. Presenta una grande breccia sul lato sud-est che si trova nel punto in cui, anticamente, c'era il portale di ingresso. Nella prima guerra d'indipendenza la torre è stata usata dall'esercito sardo come punto di osservazione per le prime operazioni militari.
Accanto alla torre si trova una bassa costruzione, un tempo interamente interrata, che era adibita a cisterna per la raccolta dell’acqua piovana.